# نوبة أندلسية

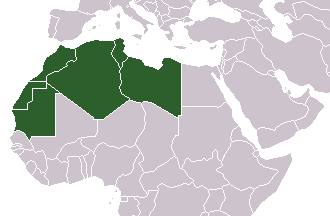

النوبة الأندلسية صنائع لحنية تتألف من خمسة أقسام كل منها يسمى باسم دور الإيقاع. ويلازم الغناء فيه:
- الأول يسمى البسيط وهو إيقاع بميزان (6 من 8) توقع عليه موشحات الاستفتاح والتوشية
- الثاني يسمى القائم ونصف
- الثالث يسمى البطايحي وهو إيقاع بميزان (8 من 8) توقع عليه موشحات التصديرة الثانية
- الرابع، يسمى القدام، وهو إيقاع بميزان (6 من 8)، توقع عليه موشحات توشية الانصراف
- الخامس، يسمى الدارج، هو إيقاع بميزان (3 من 8) توقع عليه موشحات المخلص

كل قسم من هذه يبدأ فيه بمقدمة ثم نوبات غنائية مشهورة مأخوذة بتصرف في توزيع فصولها وأجزائها الدخول في الإيقاعات على التوالي.

## تعريف النوبة
تعود كلمة نوبة إلى القرن الثامن ميلادي، حيث كانت تستعمل في بلاط العباسيين وتعني دور الموسيقي الذي يقدم أداءه أمام الحاكم آنذاك، وقد أخذ هذا المصطلح مفهوم وصلة موسيقية، وسافر مع زرياب إلى الأندلس وقرطبة ليستقر بدول المغرب الكبير. فيما بعد أصبحت النوبة تعني الأجزاء المختلفة التي تتكون منها الموسيقية الأندلسية.
عدد النوبات الموجودة حالياً 11 جمعها محمد بن الحسين الحائك في أواخر القرن الثامن عشر، فيما عرف ب«كناش الحايك», والذي يعدّ مرجعاً قديماً وذا أهمية قصوى، كونه تضمن ترتيب الصنعات وأنغامها التي تعني الطبوع والوحدات.
تتوفر النوبة الواحدة من عدة طبوع، أي مقامات، تتناسق مع بعضها لتعطي هيئة موسيقيى، والنوبة هي مقاطع موحشات مختلفة تأتي الواحدة تلو الأخرى، وتضم أيضاً معزوفات تسمى بالتواشي تضم فقط الموسيقى. تتميز النوبة بالانتقال من إيقاع بطيء إلى سريع في منظومة تدوم ساعات.

## ديوان النوبة
الأشعار المتغنى بها في فن الموسيقى الأندلسية لا تتغير وهي محفوظة في كتاب مقدس يجمعها كلها يسمى الديوان. النوبة هو الاسم الذي يطلق على تجزيئات الديوان الكبرى, عدد النوبات حاليا بالمغرب هو 11 نوبة, أما في الأصل فقد كانت هناك 24 نوبة بعدد ساعات اليوم حيث توافق كل نوبة ساعة من ساعات اليوم ولا تغنى النوبة إلا في تلك الساعة الموافقة لها. لم يتبق من هذا الكنز العريق إلا 11 نوبة بينما ضاعت 13 نوبة بسبب الإهمال وسوء التدبير. النوبات المتبقية هي :
- نوبة رمل الماية.
- نوبة الماية.
- نوبة الرصد.
- نوبة رصد الذيل.
- نوبة الحجاز الكبير.
- نوبة الحجاز المشرقي.
- نوبة عراق العجم.
- نوبة الأصبهان.
- نوبة العشاق.
- نوبة الإستهلال.
- نوبة غريبة الحسين.

أما من بين النوبات الضائعة نذكر:
- نوبة الزوركند.
- نوبة الحجاز المتوسط.
- نوبة الحجاز الصغير.
- نوبة الغريبة المحررة.
- نوبة عراق العرب.

و النوبة هو قسم ضخم من الديوان حيث أنه يجمع مئات الأشعار ولدلك فيقسم بدوره إلى تقسيمات أقل حجما تسمى ميازين مفردها ميزان.

## وصلات خارجية
- مصطلح النوبة المسماة «الغرناطية» بين التحديد والتجديد ذ. أحمد عيدون.
- أنواع النوبة  دار الغرناطية.
- أشعار الموسيقى الأندلسية: موضوعاتها، غتها